# Emil Julius Gumbel
Emil Julius Gumbel (Munique, 18 de julho de 1891 – Nova Iorque, 10 de setembro de 1966) foi um matemático e jornalista político alemão.
Obteve a graduação na Universidade de Munique um pouco antes da eclosão da Primeira Guerra Mundial. Foi professor de estatística da Universidade de Heidelberg.
Em seguida ao assassinato de uma amigo, frequentou o julgamento onde viu que o juiz ignorou completamente evidências contra a organização nazista Sturmabteilung (SA). Inconformado, investigou a fundo muitos assassinatos políticos similares que ocorreram e publicou seus estudos em Four Years of Political Murder em 1922. Em 1928 publicou Causes of Political Murder e também tentou criar um grupo político contra o nazismo. Foi um dos 33 signatários do Dringender Appell em 1932.
Estando dentre os intelectuais mais odiados pelos nazistas, foi forçado a abandonar seu posto de professor em Heidelberg em 1932. Gumbel foi então para a França, onde lecionou em Paris e Lyon, mudando-se para os Estados Unidos em 1940. Lecionou na New School for Social Research e na Universidade Columbia até sua morte em 1966.
Como matemático, Gumbel foi instrumental no desenvolvimento da teoria de valores extremos, juntamente com Leonard Tippett e Ronald Fisher. Em 1958 Gumbel publicou um livro fundamental sobre o tópico: Statistics of Extremes. Deduziu e analisou a distribuição de probabilidade atualmente conhecida como distribuição de Gumbel em sua memória.
Quando morreu, seus artigos foram reunidos como uma parte de The Emil J. Gumbel Collection, Political Papers of an Anti-Nazi Scholar in Weimar and Exile. Estes artigos incluem bobinas de microfilmes que documentam suas atividades contra os nazistas.
Foi palestrante convidado do Congresso Internacional de Matemáticos em Bolonha (1928) e Oslo (1936).

## Publicações selecionadas
- Vier Jahre politischer Mord. Berlin 1927. Geleitwort Albert Einstein
  - Vier Jahre politischer Mord; und Denkschrift des Reichsjustizministeriums zu "Vier Jahre Politischer Mord". Vorwort Hans Thill. Das Wunderhorn, Heidelberg 1980 ISBN 978-3-88423-011-4
- Vier Jahre Lüge. Neues Vaterland, Berlin 1919
- Zwei Jahre Mord. Neues Vaterland, Berlin 1921. Ab der 5. Auflage unter dem Titel:
  - Vier Jahre politischer Mord. Verlag der neuen Gesellschaft, Berlin-Fichtenau 1922 online; Volltext bei Project Gutenberg. Buch komplett digitalisiert bei Openlibrary.org.
- (Editor): Die Denkschrift des Reichsjustizministers über „Vier Jahre politischer Mord“. Malik, Berlin 1924 (Reprint 1980 siehe oben).
- Verschwörer. Beiträge zur Geschichte und Soziologie der deutschen nationalistischen Geheimbünde seit 1918. Malik, Wien 1924.
- Vom Russland der Gegenwart. E. Laubsche Verlagsbuchhandlung, Berlin 1927. Geleitwort Albert Einstein[3]
  - Vom Russland der Gegenwart. Reprint, Vorwort Ossip K. Flechtheim. Das Wunderhorn, Heidelberg 1982 ISBN 978-3-88423-020-6
- Verräter verfallen der Feme. Malik, Berlin 1929
- „Lasst Köpfe rollen!“ Faschistische Morde 1924 - 1931. Deutsche Liga für Menschenrechte, Berlin 1931[4]
- Statistics of Extremes. Columbia University Press, New York 1958
- Vom Fememord zur Reichskanzlei. Lambert Schneider, Heidelberg 1962.